# ノン ノン シュガー!!
『ノン ノン シュガー!!』は、宝塚歌劇団雪組が2007年に宝塚バウホールで上演した作品。藤井大介作･演出、音月桂主演。

## 概要
1960年代のアメリカにあるライブハウス｢ノン・ノン・シュガー」を舞台に、幼い頃母親と死に別れた天涯孤独の青年と、家出をしたお金持ちの少女との恋物語を中心に、「ノン・ノン・シュガー」に集まる人々の人間模様を描いた青春グラフィティ。1960年代のヒット曲が劇中で多く使われた。

## 上演期間
- 2007年2月24日（土） - 3月6日（火）　宝塚バウホール

## 主な登場人物
ジョニー：音月桂
ロックシンガー志望の青年。ライブハウス「ノン・ノン・シュガー」で前座として歌っている。
幼い頃、父親は失踪し、母と二人で過ごしていた。しかし母も亡くなり、天涯孤独の身となった。
シェイラ：大月さゆ
チンピラに絡まれたところをジョニーに助けられた家出娘。バイオリニスト志望。
マライア：大月さゆ
1995年（30年後）にJが出会った少女。シェイラによく似ている。
J：沙央くらま
1995年（30年後）のジョニー。作家。
30年前の「ノン・ノン・シュガー」での出来事を執筆する。
キング・ビート：萬あきら
ライブハウス「ノン・ノン・シュガー」の看板スター。

## 物語
1995年、作家のJは数年ぶりにメンフィスに戻った。メンフィスの空港で出会った一人の女性に振り回される中で、30年前のライブハウス「ノン・ノン・シュガー」で過ごした青春の日々を思い出す。
30年前のJこと、ジョニーはロックシンガー志望。ライブハウス「ノン・ノン・シュガー」看板シンガー、キングの前座として歌っていた。ある日ジョニーはチンピラにからまれていたシェイラを助ける。シェイラは実は富豪の娘で、両親にいわれるがまま生きる事を嫌って家出したのだった。ジョニーは幼い頃に、父親は失踪し、母も亡くなっており、天涯孤独の身。過去を語り合い、孤独な2人は次第に心を惹かれ合う。ある日キングの恋人ザザが自殺する。恋人を失った辛さを隠して舞台に立つキングの姿に、自分の限界を悟ったジョニーは、ロックシンガーの夢を捨てる決意をする。

## 主な劇中歌
オリジナル
- ノン・ノン・シュガー
- 俺たちはあまちゃんじゃない

60年代オールディーズ
- 劇中
- フィナーレ